# Sidi Yahya Ou Saad
Sidi Yahya Ou Saad  (in arabo سيدي يحيى أو ساعد‎?) è un centro abitato e comune rurale del Marocco situato nella provincia di Khénifra, regione di Béni Mellal-Khénifra. Conta una popolazione di 7 051 abitanti (censimento 2014).